# رابرت تیبشیرانی
رابرت تیبشیرانی (انگلیسی: Robert Tibshirani) اف‌آراس و آف‌آراس‌سی آماردان و استاد در دپارتمان آمار و علوم دادهٔ بایومدیکال در دانشگاه استنفورد است. او از سال ۱۹۸۵ تا ۱۹۹۸ در دانشگاه تورنتو استاد بود. او کارش، ابزارهای آماری را برای تحلیل مجموعه‌های داده پیچیده توسعه می‌دهد، که اخیراً در ژنومیک و پروتئومیک بوده است.
مهم‌ترین مشارکت‌های او شامل روش لاسو است که استفاده از جریمه {\displaystyle L^{1}} در رگرسیون و مسائل مرتبط  و همچنین تحلیل معناداری میکروآرایه‌ها را پیشنهاد می‌کند.